# フアシアオサウルス
フアシアオサウルス（Huaxiaosaurus）は、白亜紀後期の中国山東省で発見された、ハドロサウルス科の1種である。現在はズケンゴサウルスと同様にシャントゥンゴサウルスの同物異名(シノニム)と考えられている。